# Vancouver Whitecaps (1986–2010)
Vancouver Whitecaps FC – kanadyjski klub piłkarski z siedzibą w Vancouver w Kolumbii Brytyjskiej. Działał w latach 1986–2010.

## Historia
Do 2000 roku nosił nazwę Vancouver 86ers. Swoje mecze rozgrywał kolejno w CSL (1987–1992), APSL (1993–1996), USL (1997–2009), NASL (2010). W 2010 roku został zlikwidowany, a na jego miejsce został powołany nowy klub o tej samej nazwie, który w 2011 dołączył do MLS.